# Satirix
Satirix est un mensuel satirique français, publié par Lucien Grand-Jouan entre 1971 et 1973 pour faire revivre l’esprit de L'Assiette au beurre, la revue d’art politique et satirique dirigée entre 1904 et 1912 par Jules Grandjouan, grand-oncle du fondateur,. Stoppé par la censure en 1973, depuis 1975 apparait  irrégulièrement. Les dessins considérés comme des œuvres d’art, publiés souvent pleine page et généralement sans aucun texte, sont, pour les originaux reproduits, vendus en dehors de l’édition ordinaire dans des reliures à tirage bibliophilique, lui conférant ainsi son sous-titre de « la revue qu’on ne jette pas ».

## Histoire
Ayant rencontré, au début des années 1970, Jean Effel, dessinateur d’après-guerre, Lucien Grand-Jouan a décidé de renouer avec la tradition de L'Assiette au beurre en créant Satirix et de faire appel aux plus grands talents de l’époque, Sennep, Dubout, Siné, Solo, Serre, Pino Zac et d’autres dessinateurs français et étrangers. 
La saisie, en 1973, par le ministère de l’Intérieur (sur la demande du Premier ministre Pierre Messmer prévenu par l’ambassadeur soviétique) du no 23 de l’Italien Pino Zac, présentant, entre autres, les caricatures d’hommes politiques (dont Brejnev, Nixon, Pompidou ou encore Paul VI) affublés de leurs sexes, a stoppé la publication pendant deux ans, pour la durée du procès de l'État contre Satirix. Malgré la victoire de Lucien Grand-Jouan en 1975, le journal tiré à 110 000 exemplaires n'a pas réussi à redémarrer et cesse de paraître, pour des raisons financières, en janvier 1976 avec le numéro 25.
À partir du 15 avril 2017, l'Association des Amis de Satirix (ADAS), basée à Tours, a relancé la publication de Satirix avec le numéro 27, Tabous par Marc-Édouard Nabe. Le vingt-huitième numéro, L'Homme par František Kupka, est paru en mars 2018. L'exposition sur le 50e anniversaire de la revue a lieu à la galerie parisienne Orbis pictus du 25 juin au 25 septembre 2021. Le numéro 29 pour la présentation des dessins de presse au Salon du dessin à Paris est sorti au mois de juillet 2021. En 2022, Satirix publie son numéro 31 avec 14 dessins du peintre ukrainien Volodymyr Boudnikov, accompagnant deux expositions caritatives à Paris et Prague, dont le bénéfice est intégralement versé à l'armée ukrainienne. 

## Liste des numéros deSatirixparus
1. Jean Sennep, La naissance de l’Europe. Octobre 1971. 14 dessins.
2. Jean Effel, 43 fablettes de Jean Effel. Novembre 1971. 43 dessins.
3. Albert Dubout, Le gratin. Décembre 1971. 16 dessins.
4. Siné, Siné…catombe ! Janvier 1972. 19 dessins.
5. Barbe, En ville. Février 1972. 17 dessins.
6. Jean Sennep, L’art d’après-demain. Mars 1972. 15 dessins.
7. Moisan, Les tueurs. Avril 1972. 16 dessins.
8. Claude Serre, Sang de moyenne. Mai 1972. 19 dessins.
9. François Solo, Chers amours. Juin 1972. 32 dessins.
10. Vazquez de Sola, Vacances en Espagne. Juillet 1972. 23 dessins.
11. Laville, Colorgags. Août 1972. 16 dessins.
12. Fernando Puig Rosado, L’éternelle pollution. Septembre 1972. 13 dessins.
13. Cardon, La condition humaine. Octobre 1972. 14 dessins.
14. François Solo, La belle presse. Novembre 1972. 16 pages de dessins et collages.
15. Tetsu, Les belles familles. Décembre 1972. 21 dessins.
16. Michel Longuet, Sans titre. Janvier 1973. 14 dessins.
17. Pino Zac, Les dessous du Vatican. Février 1973. 22 dessins et collages.
18. Albert Dubout, On vote ! Mars 1973. 26 dessins.
19. Vazquez de Sola, Mein Kampf Story by Nixon ou Mon combat pour le Prix Nobel de la paix. Avril 1973. 43 dessins.
20. Albert Mignard, Psychiatric... Mai 1973. 30 dessins.
21. César, Les armées. Juin 1973. 26 dessins.
22. Claude Serre, Pourrir en société. Juillet-août 1973. 28 dessins.
23. Pino Zac, La vérité toute nue. Septembre 1973. Numéro saisi et interdit. 27 dessins. Tiré à 35 000 exemplaires[9].
24. Vitou, Publicité ou duplicité. Octobre 1975. 16 dessins.
25. Kaher, Un beau parti. Janvier 1976. 12 dessins. Introduction de E. Ionesco[10].
26. Jules Grandjouan, Grandjouan. Janvier 1998. 55 oeuvres.
27. Nabe, Tabous. Avril 2017. 18 dessins.
28. Kupka, L'Homme. Mars 2018. 15 dessins.
29. Delacroix, Daumier, Veber, Kupka, Dupuis, Willette, Iribe, Rabier, Steinlen, Poulbot, Rops, Delannoy, Grandjouan, Vallotton, Hermann-Paul, Serre, Dubout, Effel,  Sennep, Pino Zac, Siné, Reiser, Charb et Wolinski, 24 morts au Salon du dessin (24 dessinateurs de presse exposés à Paris au Salon du dessin 2021 par la galerie Orbis pictus). Juillet 2021. 37 dessins.
30. Nebojša Bežanić, Rire de Sisyphe. Janvier 2022. 9 dessins.
31. Volodymyr Boudnikov, 14 dessins pour l'Ukraine. Octobre 2022. 14 dessins.